# Gustav Klimt
Gustav Klimt, avstrijski slikar in ilustrator, * 14. julij 1862, Baumgarten pri Dunaju, Avstrijsko cesarstvo, † 6. februar 1918, Dunaj-Neubau, Avstro-Ogrska. 
Velja za vodilnega predstavnika dunajske secesije. Je avtor številnih simbolističnih stenskih slikarij, portretov in krajin.

## Življenjepis
Med letoma 1876 in 1883 je študiral na dunajski šoli za umetnost in obrt pri Ferdinandu Laufenbergu. Leta 1879 je delal pri Hansu Makartu. Od 1883 do 1892 je delal skupaj z bratom Ernstom in s Franzem Matschem, ki so ustanovili Maler Compagnie, kjer so se med drugimi ukvarjali z izdelovanjem fresk v Umetnostnozgodovinskem muzeju in notranjo dekoracijo Mestnega gledališča. Po sporu zaradi fresk na Dunajski univerzi je sodelovanje z Matschem prekinil.
1897 je postal eden od ustanoviteljev dunajske secesije in je tako med 1897 in 1899 predstavljal njenega prvega moža. L. 1902 je ustvaril Beethovnov friz v dvorani secesijske zgradbe. Leta 1905 je še z nekaterimi drugimi umetniki, med drugimi s Carlom Mollom iz secesijske družbe. 1907 je spoznal Egona Schieleja. 1909-1911 je odpotoval v Pariz in svoja dela predtavil na devetem Beneškem bienalu. To mu je prineslo sodelovanje in udeležbo na razstavi »združenih avstrijskih umetnikov« s Schielejem in Oskarjem Kokoschko v Berlinu leta 1916. Klimt se je tesno spoprijateljil tudi z ustanoviteljema Dunajske delavnice Josefom Hoffmanom in Kolomanom Moserjem.
Klimt se ni nikoli poročil, imel pa je kar nekaj erotičnih zvez s številnimi ženskami, med drugimi z Almo Mahler-Werfel in Emilie Louise Flöge. Umrl je 6. februarja 1918 zaradi možganske kapi. Grob se nahaja na pokopališču v Hietzingu.

## Slavna dela
- Judita I (nemško Judith I), 1901
- Beethovnov friz (nemško Beethoven-Fries), 1902
- Adele Bloch-Bauer, 1903
- Poljub (nemško Der Kuss), 1907
- Judita II (Salome) (nemško Judith II (Salome)), 1909

## Zapuščina
Posebno v nemškogovorečih likovnih kritikah je bilo Klimtovo delo v prvi polovici 20. stoletja delno ali popolnoma ignorirano, ali pa označeno za čisto dekorativno slikarstvo. Šele kasneje je bila njegova statična ploskovna umetnost spoznana za umetnost, ki je nakazala razvoj moderne umetnosti (npr. kubizma).  
Novembra 2003 je bila Klimtova podeželska hiša Landhaus am Attersee prodana za 29.128.000 $. 7. junija 2004 je Ameriško vrhovno sodišče razsodilo, da 88-letna Maria Altmann, nečakinja Klimtove ljubice Adele Bloch-Bauer, v ZDA lahko toži Avstrijo za vrnitev šestih Klimtovih slik, ki so jih njenemu stricu zaplenili po nacistični priključitvi Avstrije 1938. Slike je po vojni obdržala Avstrija in so bile razstavljene v palači Belvedere na Dunaju. V letu 2006 so bile vrnjene dedičem. Zbirka vsebuje tudi slovit portret Adele Bloch-Bauer in ima tržno vrednost ocenjeno na več kot 150.000.000 $.
Raoul Ruiz je o Klimtu posnel film. V naslovni vlogi je nastopil John Malkovich, film pa je premiero doživel marca leta 2006.